# Polfa
Polfa – nazwa kilku przedsiębiorstw farmaceutycznych powstałych w Polsce po II wojnie światowej.
W okresie PRL pod tą nazwą istniało Zjednoczenie Przemysłu Farmaceutycznego „Polfa” (1947–1982) z siedzibą w Warszawie przy ul. Wspólnej 4, w skład którego wchodziły przedsiębiorstwa mające monopol na produkcję leków, jednorazowych przyrządów medycznych itp.
Po 1989 r. większość z tych przedsiębiorstw przeszła proces prywatyzacji. Wśród nich są m.in.:
- ICN Polfa Rzeszów
- Pabianickie Zakłady Farmaceutyczne Polfa – leki przeciwko osteoporozie, leki przeciwbólowe, do marca 2010 wchodziły w skład Polskiego Holdingu Farmaceutycznego S.A., a obecnie większościowym akcjonariuszem są Zakłady Farmaceutyczne Adamed Pharma S.A.
- Polfa Bolesławiec Gerresheimer – producent sprzętu jednorazowego użytku i opakowań farmaceutycznych
- Polfa Grodzisk (obecnie wchodzi w skład Gedeon Richter Polska) – producent całej gamy leków dla ludzi i zwierząt.
- Polfa Jelenia Góra (obecnie Przedsiębiorstwo Farmaceutyczne Jelfa S.A.) – producent maści, a także leków hormonalnych, kardiologicznych oraz preparatów witaminowych, obecnie firma należy do grupy Valeant.
- Polfa Kutno S.A. – należy do grupy kapitałowej IVAX, producent m.in. antybiotyków, szeregu leków i preparatów wielowitaminowych. Obecnie należy do grupy Teva.
- Polfa Lublin S.A. – producent płynów infuzyjnych i drobnych przyrządów medycznych.
- Polfa Łódź S.A. – (Zakłady Farmaceutyczne Polfa-Łódź SA) – przedsiębiorstwo farmaceutyczne. Posiada zakład produkcyjny w Łodzi. Produkuje leki bez recepty (OTC), suplementy diety, kosmetyki, produkty biobójcze, dietetyczne środki spożywcze specjalnego przeznaczenia medycznego oraz wyroby medyczne.
- Polfa Tarchomin S.A. – produkuje m.in. antybiotyki i insulinę, należy do Polskiego Holdingu Farmaceutycznego S.A.
- Polfa Starogard Gdański (obecnie Zakłady Farmaceutyczne Polpharma S.A.) – producent leków przeciwko grypie i preparatów witaminowych.
- Polfa Warszawa S.A. – producent popularnych leków przeciwbólowych i przeciwalergicznych, a także leków okulistycznych, kropli do nosa i preparatów iniekcyjnych, wchodzi w skład Grupy Polpharma.
- Polfa Kraków – na mocy prywatyzacji kupiona przez chorwacką Plivę, w 2006 amerykańską grupę Barr Laboratories, od końca 2008 przez izraelską grupę Teva.
- Polfa Poznań – od 1998 r. GlaxoSmithKline[2].